# Cryptobatrachus
Cryptobatrachus é um gênero de anfíbios anuros da família Hemiphractidae. O gênero possui seis espécies descritas que estão distribuídas na porção norte dos Andes da Colômbia, além da Serra de Santa Marta, e na Serra de Perijá, na Venezuela.

## Espécies
- Cryptobatrachus boulengeri Ruthven, 1916
- Cryptobatrachus conditus Lynch, 2008
- Cryptobatrachus fuhrmanni (Peracca, 1914)
- Cryptobatrachus pedroruizi Lynch, 2008
- Cryptobatrachus remotus Infante-Rivero, Rojas-Runjaic, & Barrio-Amorós, 2009
- Cryptobatrachus ruthveni Lynch, 2008